# Andrena dolini
Andrena dolini is een vliesvleugelig insect uit de familie Andrenidae. De wetenschappelijke naam van de soort is voor het eerst geldig gepubliceerd in 1979 door Osytshnjuk.